# Elektrische Fähre Thurø

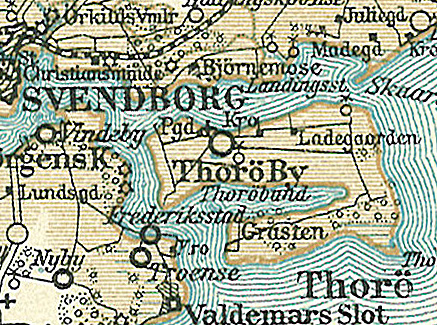
Die Fähre verkehrte im Nordwesten der Insel

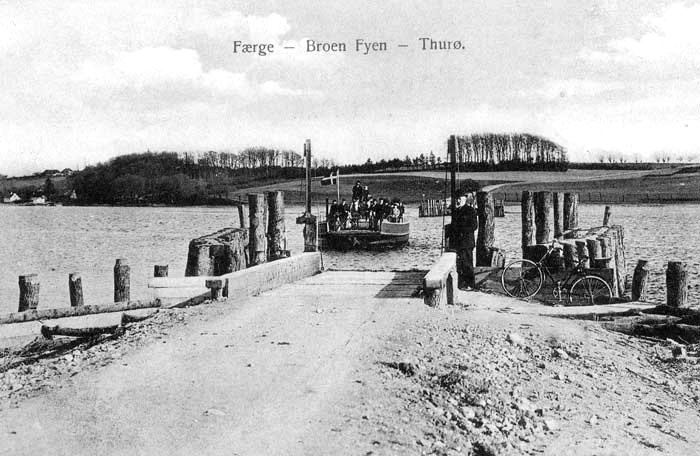
Fähre vor Aufnahme des elektrischen Betriebes

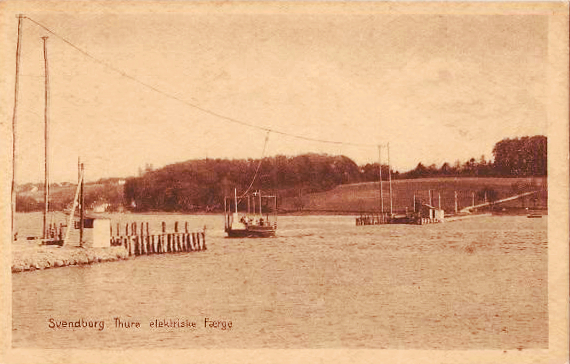
Elektrische Fähre Thurø

Die Elektrische Fähre Thurø war eine Oberleitungsfähre, die die dänische Stadt Svendborg auf Fyn mit der Insel Thurø verband.

## Geschichte
Da Thurø nur wenige Kilometer von Svendborg entfernt liegt, ist die Insel ein beliebtes Wohngebiet. Die Insel ist nach Amager Dänemarks zweitdichtest bevölkerte Insel. 
Personen wurden früher mit kleinen Ruderbooten über den Skårupøre Sund befördert, während Kühe und Pferde den Meeresarm durchschwimmen mussten. Dampfboote und später Motorboote ersetzt die Ruderboote in den späten 1800er Jahren und ab etwa 1900 konnten die Tiere mit diesen transportiert werden.
In den späten 1890er Jahren wurde eine Fährverbindung eröffnet. Sie wurde von Maurermeister Jørgen Larsen aus Thurø erworben, der die Fährüberfahrt zwischen Nørreodde auf Thurø und Bjørnemoseløkken auf Fyn ab 1908 mit einem Holzprahm als Seilfähre durchführte, die eine Handwinde hatte, durch die eine auf dem Meeresboden liegende Kette geführt war. An beiden Ufern wurden von Norden und Süden kurze Dämme in den Skårupøre Sund gebaut, um nicht die gesamte Breite des Sunds mit der Fähre queren zu müssen. 
Durch den zunehmenden Verkehr wurde der Fährverkehr aufwändig und so wurde 1911 der Fährbetrieb auf elektrischen Betrieb umgestellt, wobei die Handwinde durch einen Elektromotor ersetzt wurde. Am Ufer der Insel Fyn war ein Glockenapparat vorhanden, mit dem die Fähre gerufen werden konnte, wenn sie in Thurø lag. Die Stromzuführung erfolgte ähnlich wie bei einer Straßenbahn mit einer Oberleitung, die auf jeden der beiden Molenköpfe mit einem Tragmast gestützt wurde.
Larsen erbaute zudem 1919 das Fährhaus (Færgegården) auf der Insel Thurø, das er bis zur Einstellung der Fähre bewohnte. Das Fährhaus sowie die beiden Molenköpfe sind noch vorhanden.

## Thurøfærgen
Für den Fährbetrieb wurde von der Werft Jens Nielsen in Thurø mit der Baunummer 6/1908 ein neuer Prahm gebaut, der bis 1911 mit einer Handwinde und danach mit einem Elektromotor angetrieben wurde. Er hatte eine Tragfähigkeit von über 1.700 kg.
Der Verbleib der Fähre nach der Einstellung der Linie ist unbekannt.

## Ersatz der Fähre

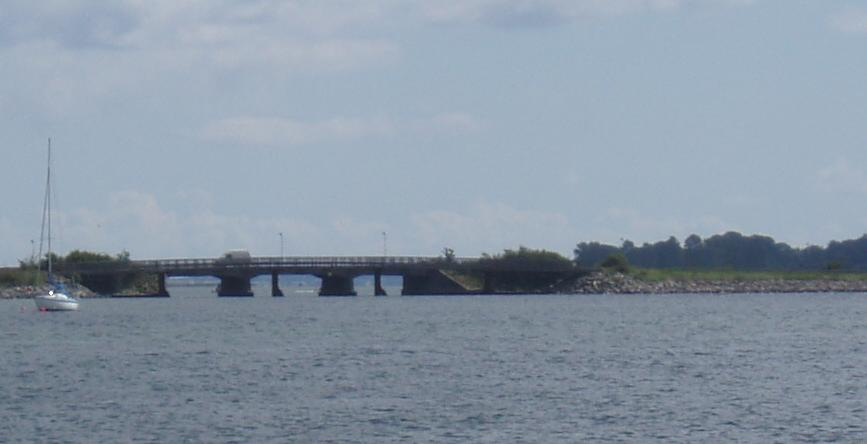
Die Fähre wurde durch Damm und Brücke ersetzt

Die ersten Pläne für eine feste Verbindung als Ersatz für die Fähre wurden 1931 gefasst, als Jørgen Larsen um eine Genehmigung ansuchte, eine Pontonbrücke zwischen den beiden Anlegern einzubauen. Dazu hätte die Pontonbrücke verwendet werden sollen, die nach dem Bau der 1930 eröffneten Kong Christian den X’s Bro über den Als Sund bei Sønderborg dort nicht mehr benötigt wurde.
1934 wurde die Fährverbindung durch eine etwas westlicher liegende Dammverbindung mit Brücke ersetzt. Dieser Damm wurde zwischen 1933 und 1934 angelegt, wobei die Firma H. Hoffmann & Sønner von Thurø aus eine Lorenbahn einsetzte. Dort wurde der etwa 500 m lange Damm aus rund 15.500 m³ Erdaushub hergestellt. Dieser wurde mit Zügen aus vier bis zehn Kipploren, die von einer Dampflokomotive gezogen wurden, transportiert. Auf der Seite von Fyn wurden diese Arbeiten nur mit Handarbeit und Schubkarren durchgeführt.
Die Baukosten der Brücke betrugen 130.000 Kronen, sie wurde am 1. Februar 1934 eröffnet.